# Вилиан
Вилиан Боргеш да Силва (на португалски: Willian Borges da Silva), или накратко Вилиан е бразилски футболист. Започва кариерата си в Коринтианс преди да се присъедини към Шахтьор Донецк през 2007 г.

## Клубна кариера

### Коринтианс
След като се присъединява към юношеските формации на клуба, през 2007 г. е извикан за първия отбор, където взима № 10. През сезона записва 16 участия и 2 гола.

### Шахтьор Донецк

#### 2007-08
На 23 август 2007 г. Вилиан подписва 5-годишен договор с клуба. Трансферът му е на стойност 14 млн. евро. Дебютът му е при победата с 2:1 над Черноморец (Одеса). Вилиан влиза като смяна в 57-ата минута на мястото на Жадсон. Първия си гол за отбора отбелязва при победата с 4:1 срещу Арсенал (Киев) в мач за купата на Украйна на 31 октомври. Бразилецът излиза на „европейската сцена“ на 6 ноември при тежката загуба от Милан с 3:0. През сезона Вилиан записва 28 участия и 1 гол, като помага на отбора си да направи дубъл.

#### 2008-09
Започва новия сезон като титуляр в мач за суперкупата, спечелен с дузпи срещу Динамо (Киев). На 27 август отбелязва гол в Шампионска лига срещу Динамо (Загреб). На 1 ноември идва и първият му гол в първенството, отбелязва го срещу Зоря. На 16 ноември отбелязва победното попадение срещу конкурента Динамо (Киев). Вилиан взима участие и във финала за Купата на УЕФА, спечелен с 2:1 над Вердер. Бразилецът помага на Шахтьор да стане последният носител на Купата на УЕФА преди да бъде реформирана в Лига Европа. Завършва сезона с 58 участия и 8 гола.

#### 2009-10
Първият му гол за сезона идва в 1/16-финалната среща за купата на Украйна срещу Одеса. Взима участие при загубата във финала за суперкупата на Европа срещу Барселона. На 17 септември отбелязва гол в груповата фаза на Лига Европа срещу Брюж. Завършва сезона със 7 гола в 39 участия, помагайки на отбора си да завърши на първо място в първенството с 6 т. преднина пред втория Динамо (Киев).

#### 2010-11
Вилиан започва сезона с гол при категоричната победа със 7:1 над Таврия (Симферопол) във финала за Суперкупата. В първия кръг от първенството отново бележи при 2:0 над Кривбас. На 15 август бележи единственото попадение срещу Карпати (Лвов). На 9 март отбелязва 2 гола в 1/8-финалната среща срещу Рома в Шампионска лига. Шахтьор продължават на 1/4-финал с общ резултат 6:2. Бразилецът завършва сезона с 43 мача и 8 гола. Шахтьор успява да защити титлата си, дори успява да направи домашен требъл.

#### 2011-12
В началото на сезона Вилиан записва пълни 90 минути в мача за суперкупата, загубен с 3:1 от Динамо (Киев). На 19 октомври отбелязва първия гол при равенството 2:2 със Зенит в груповата фаза на Шампионска лига. На 6 май изиграва 120 минути във финала за купата на Украйна, спечелен с 2:1 над Металург (Донецк). Играчът завършва сезона с 5 гола в 37 участия. Шахтьор става шампион за 3-ти пореден път и печели купата за втора година.

#### 2012-13
Шахтьор открива сезона с победа с 2:0 над Металург във финала за суперкупата, въпреки това Вилиан не е включен в състава. Първият му мач за сезона е на 6 август в 4-тия кръг от първенството, спечелен с 4:0 над Волън. Той заменя Алекс Тешейра в 46-ата минута. На 19 август отбелязва и първия си гол за сезона срещу Черноморец (Одеса). На 7 ноември бележи и двата гола при загубата с 3:2 от Челси в Шампионската лига.

### Анжи Махачкала
На 31 януари 2013 г., Вилиан преминава в Анжи за около 35 млн. евро. При дебюта си за отбора срещу Нюкасъл в Лига Европа получава контузия.
През август 2013 г., заради лошото финансово състояние на отбора, Анжи поставя всички играчи в трансферната листа, включително и бразилеца.

### Челси
На 25 август Анжи приема офертата на Челси на стойност 30 млн. паунда. Сделката е финализирана и обявена официално на 28 август. Вилиан подписва 5-годишен контракт с клуба и взима фланелката с № 22. Прави своя дебют на 18 септември срещу Базел в Шампионската лига. След като взима участие в мачовете срещу Суиндън и Стяуа Букурещ, на 6 октомври прави и дебюта си в първенството като отбелязва и гол при победата с 3:1 над Норич.

## Национална кариера
На 10 ноември 2011 г. Вилиан получава повиквателна за мъжкия отбор на Бразилия и прави дебюта си в приятелската среща срещу Габон. На 16 ноември 2013 г. отбелязва и първия си гол при победата с 5:0 над Хондурас.